# Ensemble Alexanderstraße/Hallplatz (Fürth)
Das Ensemble Alexanderstraße/Hallplatz ist ein Gebäudeensemble in Fürth und steht entsprechend Artikel 1, Absatz 3 des Bayerischen Denkmalschutzgesetzes unter Denkmalschutz. Das Ensemble ist Bestandteil der Liste der Baudenkmäler in Fürth, in der die Baudenkmäler der mittelfränkischen kreisfreien Stadt Fürth aufgelistet sind. Diese Liste ist eine Teilliste der Liste der Baudenkmäler in Bayern. Grundlage dieser Liste ist die Bayerische Denkmalliste, die auf Basis des bayerischen Denkmalschutzgesetzes vom 1. Oktober 1973 erstmals erstellt wurde und seither durch das Bayerische Landesamt für Denkmalpflege geführt und aktualisiert wird. Die folgenden Angaben ersetzen nicht die rechtsverbindliche Auskunft der Denkmalschutzbehörde.

## Beschreibung
Der ältere Abschnitt der Alexanderstraße – zwischen Schwabacher und Hallstraße – wurde unter Markgraf Alexander 1763 bis 1767 planmäßig angelegt, war seinerzeit nach der gleichermaßen entstandenen Bäumenstraße die zweite geradlinige Straße Fürths und ist durch dreigeschossige Mansarddachhäuser im markgräflichen Barock (Quaderbauten) charakterisiert.
Die nordöstliche Häuserzeile mit den ungeraden Nummern wich in den 1980er Jahren fast vollständig dem Neubau des sogenannten „City-Centers“ (heute Flair). Dieses Einkaufszentrum war zwar mittels Traufhöhe, Natursteinverkleidung und Verwendung einzelner Bauteile der vorherigen Bebauung um Einfügung ins Ortsbild bemüht, ist jedoch – von den Häusern Alexanderstraße Nr. 1 und 3 sowie Schwabacher Straße 5a an seiner Nordostecke abgesehen – kein Teil des Ensembles. Bereits zum Hallplatz gehört die klassizistische, zweigeschossige traufständige Häuserreihe Königstraße 107–131 (ungerade Nummern), die um 1800 entstand. Diese Hausreihe (bzw. die Königstraße) begrenzt den Hallplatz östlich und bildet einen Abschluss gegen die Pegnitzniederung.
Die Grundrissform des dreieckigen Hallplatzes entsteht aus den Straßenachsen Alexanderstraße, Bäumenstraße und Königstraße. Westlich schließt eine Gruppe palastartiger Wohnhäuser von ca. 1830 den Hallplatz ab (Alexanderstraße 24, 26, 28, 30, 32, Königstraße 128/130), nach Auffassung des Landesamtes für Denkmalpflege handelt es sich dabei um die „qualitätvollste klassizistische Hausgruppe Fürths“. An der östlichen Platzseite steht die klassizistische katholische Liebfrauenkirche, deren Pläne neuerdings Leo von Klenze zugeschrieben werden und ab 1824 von Bauinspektor Johann Brüger erbaut wurde. Den Nordabschluss des Hallplatzes bilden zwei neubarocke Monumentalbauten: das Amtsgericht von 1898/1900 und das Stadttheater, 1901/02 nach einem Entwurf des Büros Fellner & Helmer erbaut.

## Einzeldenkmäler

### Alexanderstraße

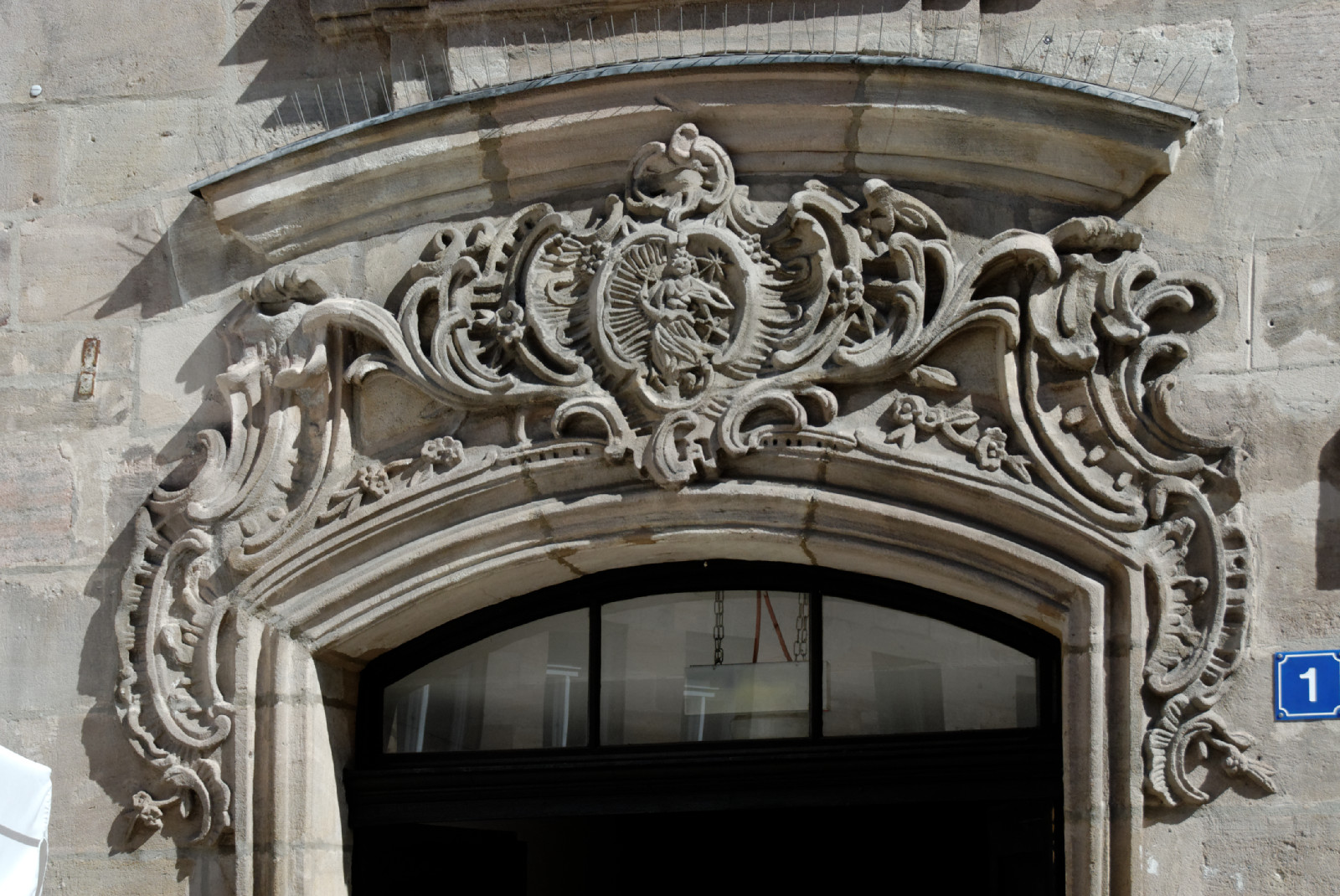
Türbogen Alexanderstraße 1, Rocailledekor und Reliefkartusche.

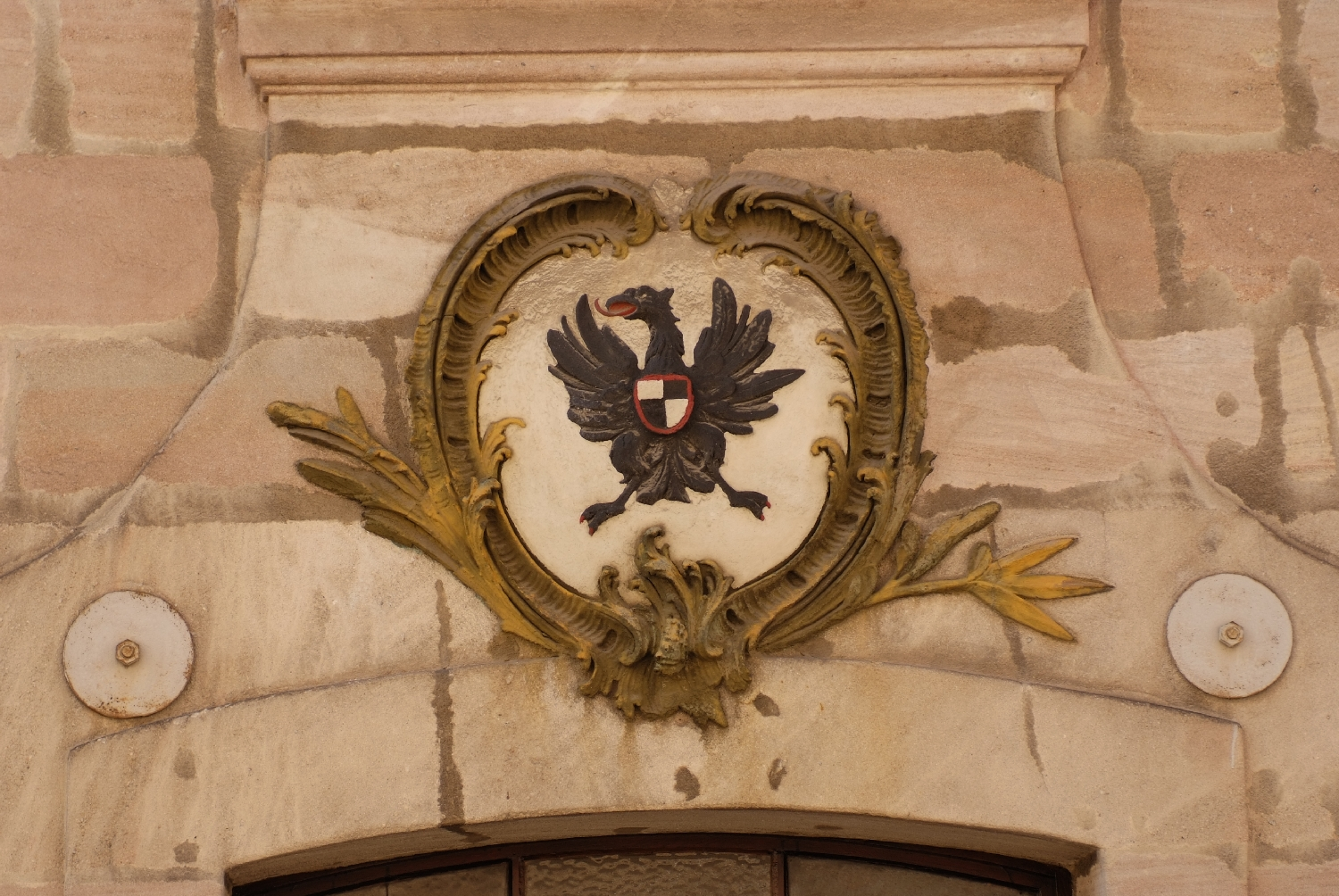
Hohenzollerwappen im Stil des Rokoko über dem Eingang von Alexanderstraße 2.

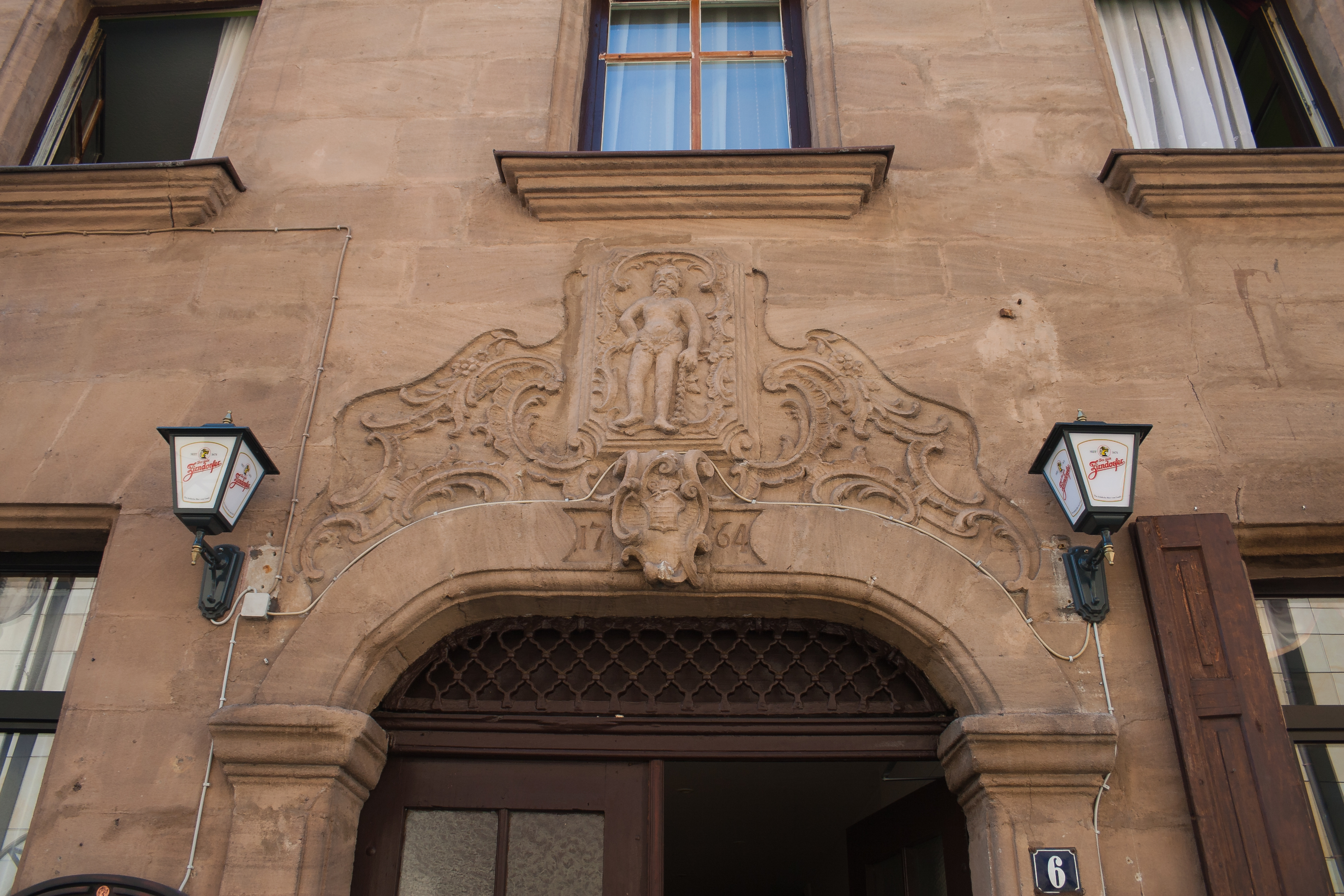
Korbbogenportal von Alexanderstraße 6 mit reicher Rocailledekor und Relieffigur eines „Wilden Mannes“

- Alexanderstraße 1 – Dreigeschossiges Wohnhaus in Ecklage, Sandsteinbau mit Mansarddach und Stichbogenportal, 1764; Westflügel 1853/54; siehe Schwabacher Straße 5 a.
- Alexanderstraße 2 – Dreigeschossiges Wohnhaus mit Mansarde, Sandstein, Hohenzollernwappen über dem Stichbogenportal mit in originaler Form erneuerter Füllungstür, 1764; zur Schwabacher Straße dreigeschossiger klassizistischer Anbau mit abgeschrägter Ecke, 1850/51 von Caspar Gran.
- Alexanderstraße 3 – Dreigeschossiges Wohnhaus mit Mansarddach, Sandstein, am Schlussstein des Korbbogenportals bez. 1764.
- Alexanderstraße 6 – Gasthaus zum Kavallerieheim, dreigeschossiges Wohnhaus mit Mansarddach, über dem Korbbogenportal reicher Rocailledekor mit Relieffigur eines „Wilden Mannes“, bez. 1764;
- Alexanderstraße 10 – Gasthaus zum Peterskeller (ehem. zum Roten Ochsen), dreigeschossiges Wohnhaus mit Mansarddach, Sandstein, Obergeschosse verputzt, mit Korbbogenportal, 1763.
- Alexanderstraße 12 – Stattliches dreigeschossiges Wohnhaus mit Mansarddach, Sandstein, reich gegliedert, am flachen Mittelrisalit Korbbogenportal mit Kartusche im Giebel und zwei liegenden Kriegerfiguren, 1763.
- Alexanderstraße 13 – Gedenktafel an Jakob Wassermann (hier geboren 1873).
- Alexanderstraße 14 – Dreigeschossiges Wohnhaus mit profilierten Fenstersohlbänken, Korbbogentor und Mansarddach, Sandstein, 1763.
- Alexanderstraße 18 – Dreigeschossiges Wohnhaus mit Mansarddach, verputzter Quaderbau mit Korbbogentor, 1764; Schnitztür samt Gittern Neurenaissance, Ende 19. Jh., Ausleger 19. Jh.
- Alexanderstraße 20 – Dreigeschossiges Wohnhaus mit Mansarddach, Sandstein, rechts rustizierte Lisene, 1767; Gruppe mit Nr. 22, hierauf mit Fassadengestaltung bezogen.

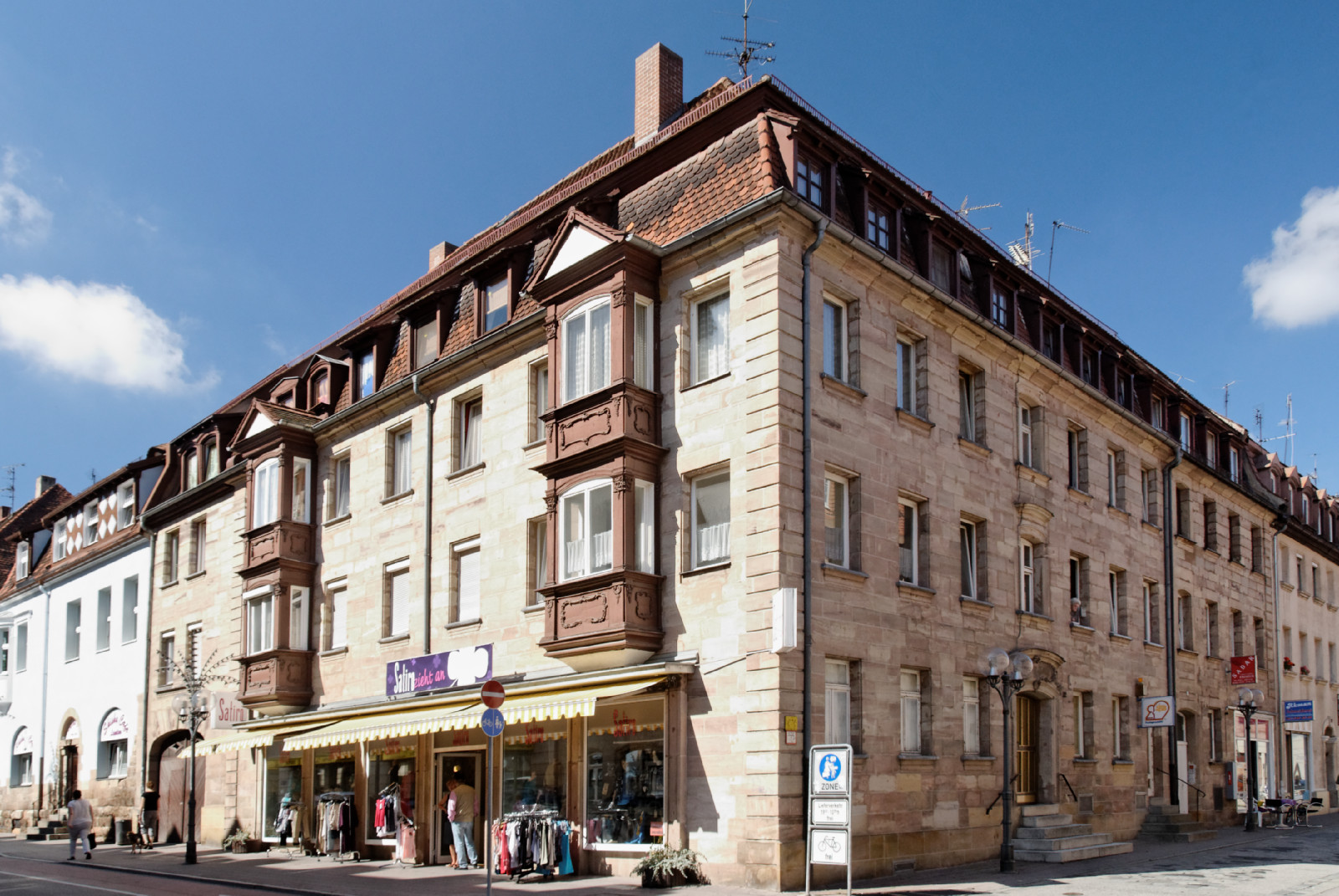
Alexanderstraße 22, das ehemalige Reich’sche Haus nach dem Hofmedailleur Johand Christian Reich d. Ä.

- Alexanderstraße 22 – Dreigeschossiges Wohnhaus in Ecklage, Sandstein mit betonter Portalachse und Mansarddach, seitlich zwei Rokoko-Schnitzerker, 1767; Gruppe mit Nr. 20.
- Alexanderstraße 24 – Dreigeschossiges spätklassizistisches Wohnhaus in Ecklage, Sandstein, mit Gurtgesimsen und Konsolgesims, 1845 von Johann Konrad Jordan.
- Alexanderstraße 26 – Repräsentatives klassizistisches Wohnhaus, dreigeschossiger Sandsteinbau mit viersäuligem Portalbalkon an dem um ein Zwerchhaus mit Dreiecksgiebel erhöhten Mittelrisalit, 1834/35 von Johann Heinrich Jordan; symmetrische Gruppe mit Nr. 28 und 30.
- Alexanderstraße 28 – Repräsentatives klassizistisches Wohnhaus, dreigeschossiger Sandsteinbau mit Gitterbalkon und Lisenengliederung an dem um ein Zwerchhaus mit Dreiecksgiebel erhöhten Mittelrisalit, 1834/35 von Johann Heinrich Jordan; Mittelteil der Gruppe mit Nr. 26 und 30. Dort hat der CVJM Fürth seine Räumlichkeiten.[1]
- Alexanderstraße 30 – Repräsentatives klassizistisches Wohnhaus, dreigeschossiger Sandsteinbau mit viersäuligem Portalbalkon am Mittelrisalit, mit Ausnahme von Details spiegelbildliches Pendant zu Nr. 26, 1834/35 von Johann Heinrich Jordan, das Zwerchhaus mit Dreiecksgiebel 1894 durch beiderseitige Aufstockung zum Vollgeschoss ergänzt; Gruppe mit Nr. 26 und 28.
- Alexanderstraße 32 – Palaisartiges klassizistisches Wohnhaus, dreigeschossiger Quaderbau mit viersäuligem Balkon und Dreiecksgiebel am flachen Mittelrisalit, 1834 von Meyer und Friedrich Schmidt; Eckhaus in Anschluss an die Gruppe Nr. 26/28/30.

### Bäumenstraße
- Bäumenstraße 32 – Amtsgericht, freistehender, dreigeschossiger neubarocker Monumentalbau mit Risaliten, Sandstein, 1898–1900 von Landbauamtsassessor Roth; mit Hallstraße 1; vgl. dort.[Anm. 1]

### Hallstraße
- Hallstraße 1 – Südteil des neubarocken Amtsgerichtes, siehe Bäumenstraße 32.

### Königstraße
- Königstraße 107 – Dreigeschossiges Wohnhaus, langgestreckter traufseitiger Quaderbau, schlicht klassizistisch, 1818 von Friedrich Kopp.
- Königstraße 109 – Langgestrecktes dreigeschossiges Wohnhaus, klassizistischer Quaderbau, im Kern 1767, nach Brand 1840 wiederaufgebaut.
- Königstraße 111 – Wohnhaus mit Theater-Gaststätten, dreigeschossiges Traufhaus, Putzbau, im Kern 1767, 1859 aufgestockt, Fassadengestaltung im klassizistischen Jugendstil 1907 von Fritz Walter.
- Königstraße 113 – Ehem. kath. Pfarrhaus, zweigeschossiges Quaderbau mit Stichbogenfenstern und Ecklisenen, erbaut 1854 von Albert Frommel und Johann Michael Zink.
- Königstraße 115 – Ehem. Posthaus, zweigeschossiger klassizistischer Quaderbau mit Girlanden- und zwei Sphinxreliefs, 1803; mit Nr. 117, 119, 121, 123 und 125 eine den Hallplatz östlich begrenzende Gruppe niedriger Traufhäuser (Quaderbauten).

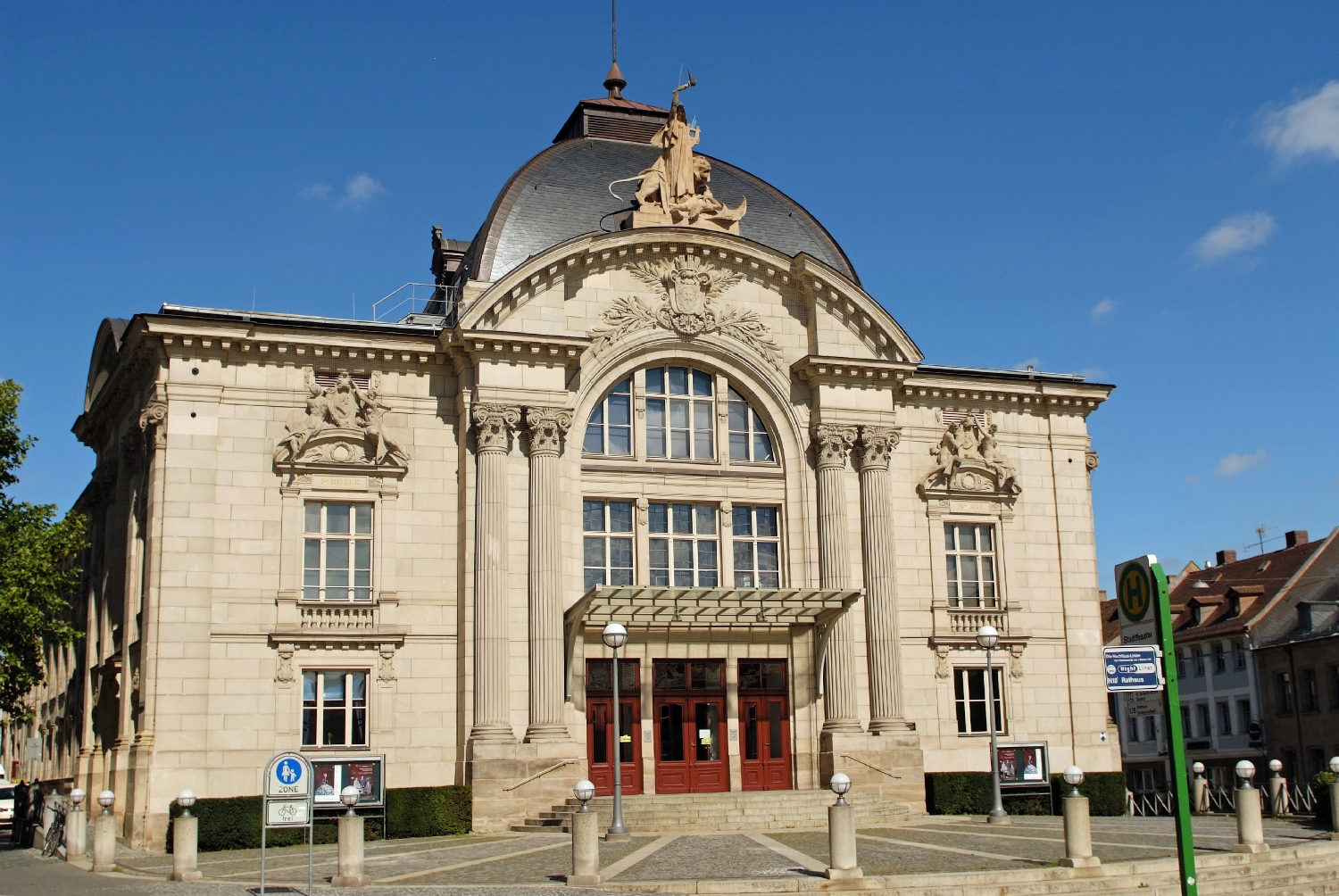
Stadttheater Fürth, Königstraße 116.

- Königstraße 116 – Stadttheater, repräsentativer, städtebaulich markanter, freistehender Bau mit neubarocken Sandsteinfassaden, Innenräume Neurokoko, 1901/02 von Ferdinand Fellner und Hermann Helmer.
- Königstraße 117 – Zweigeschossiges klassizistisches Wohnhaus, traufständig, in Sandstein, 1803 von Georg Eckart; vgl. Nr. 115.
- Königstraße 119 – klassizistisches zweigeschossiges Traufhaus, Sandstein, 1818 von Johann Schmid; vgl. Nr. 115 und Nr. 123/125.
- Königstraße 121 – Zweigeschossiges Wohnhaus, traufseitiger Quaderbau mit Gurtgesims, Stichbogenfenstern und gotisierender Mittelachse, bez. 1849, von Konrad Jordan; vgl. Nr. 115.
- Königstraße 123 – Zweigeschossiges klassizistisches Wohnhaus, traufseitig, Sandstein, mit drei Flachrisaliten, in der Rücklage Gurtgesims, 1818 von Johann Schmid; ähnlich Nr. 117 und 125; vgl. Nr. 115.
- Königstraße 125 – Zweigeschossiges klassizistisches Wohnhaus, traufseitig, Sandstein, mit flachem Mittelrisalit und Gurtgesims, 1818 von Friedrich Kopp; ähnlich Nr. 117 und 123; vgl. Nr. 115.

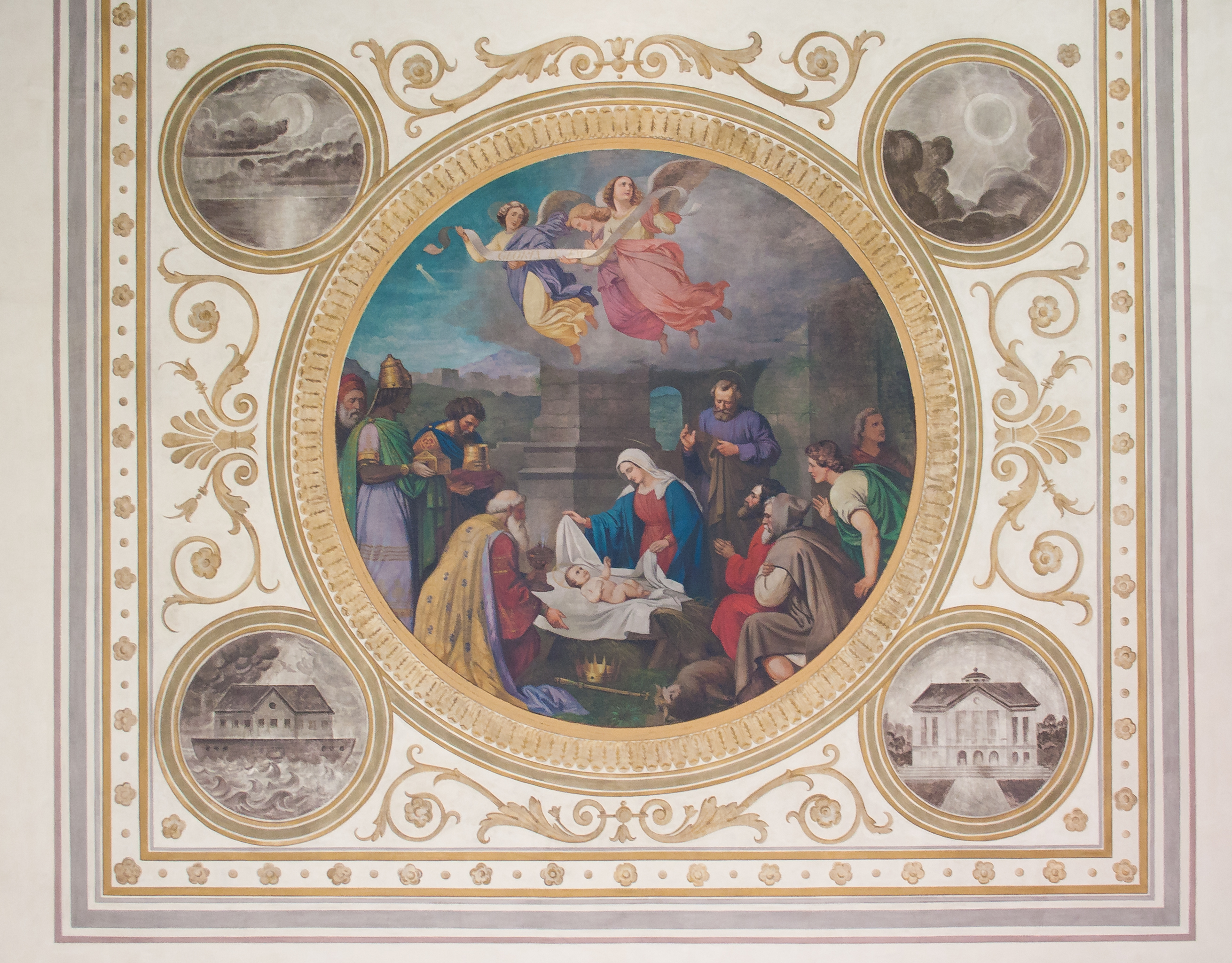
Deckengemälde in der Kirche Unserer Lieben Frau, Königstraße 126.

- Königstraße 126 – Katholische Stadtpfarrkirche Unserer Lieben Frau, Sandsteinquaderbau mit Satteldach, Chorapsis, Fassadenturm mit Satteldächlein und Portikus am Hauptportal, Saalbau mit eingezogenem Altarraum, flach gewölbter Decke und Orgelempore, klassizistisch, erbaut von Johann Brüger (Pläne heute Leo von Klenze zugeschrieben), 1824–28; mit Ausstattung.
- Königstraße 127/129/131 – Wohnhausgruppe, dreigeschossiger Sandsteinquaderbau mit Walmdach und Zwerchgiebel, beidseitig mit erdgeschossigen Flügelbauten mit Mansarddach und Korbbogentoren, klassizistisch, 1798/1800, bez. 1800
- Königstraße 128 – klassizistisches, stattliches Eckhaus, dreigeschossiger Quaderbau, 1826 von Johann Heinrich Jordan; Mansardsatteldach und neuklassizistische Zwerchgiebel, 1903 von Bräutigam und Wiessner.
- Königstraße 129 – Siehe Nr. 127.
- Königstraße 130 – Dreigeschossiges klassizistisches Wohnhaus, Sandstein, mit flachem Mittelrisalit, 1826 von Johann Heinrich Jordan.
- Königstraße 131 – Siehe Nr. 127.

### Schwabacher Straße
- Schwabacher Straße 5 a – klassizistischer Seitentrakt des Eckhauses Alexanderstraße 1 (vgl. dort), dreigeschossig mit Mansarddach, 1853/54 von Caspar Gran.